# Ernst Kaltenbach
Ernst Kaltenbach (* 7. Februar 1889 in Basel; † 10. Oktober 1965), genannt «Pfumpf», war ein Schweizer Fussball- und Nationalmannschafts-Spieler.

## Verein
Kaltenbach spielte zwischen 1911 und 1927 für den FC Basel. Während dieser Zeit spielte der FCB immer in der Serie A, in der «Zentral»-Gruppe. Kaltenbach hatte insgesamt 68 Einsätze und erzielte dabei fünf Tore.
Am 24. April 1921 war er bei einem Vergleich zwischen einer Berliner Stadtauswahl und dem FC Basel vor 35'000 Zuschauern der beste Basler Spieler. Die Basler erreichten ein 3:3, waren aber zuvor 19 Stunden mit dem Zug angereist. In der heimischen Meisterschaft musste der FC Basel in der gleichen Saison beinahe den Abstieg aus der Serie A hinnehmen.

## Nationalmannschaft
Kaltenbach gehörte zu den Pionieren der Schweizer Fussballgeschichte und bestritt zwischen 1911 und 1922 insgesamt 13 Länderspiele für die Schweizer Fussballnationalmannschaft. In seinem ersten Länderspiel, am 29. Oktober 1911, gab es in Budapest eine 0:9-Niederlage gegen Ungarn. Sein letztes Länderspiel, elf Jahre später, war ebenfalls ein Vergleich mit den Ungarn in Budapest, diesmal gab es mit einem 1:1 eine Ehrenmeldung.
Den ersten Erfolg der Schweizer Fussballgeschichte im dritten Länderspiel (die ersten beiden hatten sie gegen Frankreich verloren) gab es am 5. April 1908 auf dem Basler Landhof gegen die Nationalauswahl des Deutschen Reiches. Der Club- und Nationalmannschaftskollege von Kaltenbach, Siegfried Pfeiffer, ebenfalls mit Doktortitel und gleichzeitig Präsident des FC Basel, erzielte zwei Tore zum legendären 5:3-Sieg.
Am 27. Juni 1920 in Zürich beim 4:1-Sieg über Deutschland war Kaltenbach der Schweizer Captain. Jene Partie war der erste Auftritt einer deutschen Auswahl nach dem Ersten Weltkrieg.

## Privates Leben
Dr. phil Ernst Kaltenbach war ein Basler Mittelschullehrer und prägte die frühe Geschichte des FC Basel. 1916 gehörte er zu den Initianten bei der Gründung der Juniorenabteilung beim FC Basel. Er war ab dem 29. Oktober 1924 Redaktor der Schweizerischen Fussball- und Athletik-Zeitung, schrieb später auch für das deutsche Magazin Kicker über den Schweizer Fussball und für die Sportzeitung Tip.

## Titel und Erfolge
FC Basel
- Anglo Cup (Vorläuferwettbewerb des Schweizer Cups): 1912/13